# Wyborneberg
Der Wyborneberg ist ein 1300 m hoher Berg an der Pennell-Küste des ostantarktischen Viktorialands. In den Anare Mountains ragt er nördlich bis nordwestlich des O’Hara-Gletschers auf.
Wissenschaftler der deutschen Expedition GANOVEX I (1979–1980) nahmen seine Benennung vor. Namensgeber ist der australische Geowissenschaftler Doone Wyborn, der an dieser Forschungsreise beteiligt war.